# Предраг Попара
Предраг Попара (Требиње, општина Требиње, СР Босна и Херцеговина, СФРЈ, 7. новембар 1973) српски је сликар. Године 1993. уписао је Факултет примењених уметности и дизајна на Београдском Универзитету у класи професора Владимира Тодоровића, смер зидно сликарство. Завршио је студије у класи професора Мирског Вујачића и Милана Блануше. Члан УЛУС-а од 2002. године.

## Самосталне изложбе
- 1994 галерија „Кућа Ђуре Јакшића“ у Београду
- 1996 галерија „Студенски град“ у Београду
- 1999 галерија "" у Београду
- 2000 галерија „Југословенска галерија уметничких дела“ у Београду
- 2002 галерија "" у Београду
- 2002 галерија „Рената“ у Београду
- 2003 галерија „Палета“ у Београду
- 2004 галерија „Музеј Херцеговине“ у Требињу
- 2005 галерија „Еуроцентар“ у Београду
- 2005 галерија "Galerie im Gericht" у Берлину, Немачка
- 2006 галерија "107" у Београду
- 2006 галерија „Палета“ у Београду
- 2007 галерија Америчке амбасаде у Београду
- 2008 галерија „Национална Галерија“ у Београду
- 2008 ЕТЕНЛИ - колекција, Вићенца, Италија
- 2009 галерија "Visconti Fine Art" у Љубљана, Словенија
- 2010 галерија "Galleria del Teatro" Вићенца, Италија

## Групне изложбе
- 1996 галерија „НУБС“  изложба цртежа у Београду
- 1998 галерија „НУБС“  изложба цртежа у Београду
- 1999 галерија „НУБС“  изложба цртежа у Београду
- 2001 галерија „Цвијета Зузорић“, нови чланови УЛУС-а у Београду
- 2004 галерија "Loewe Hof", Берлин, Немачка
- 2006 Пролећна изложба галерија „Цвијета Зузорић“, Београд
- 2007 Јесења изложба галерија „Цвијета Зузорић“, Београд
- 2007 галерија "Galerie im Gericht" Берлин, Немачка
- 2008 галерија „Кућа Легата“ Henkel Art Awards 2008 у Београду

## Студијски боравак
- 2004. март/ април – workshop, Берлин, Немачка
- 2006. август / септембар – workshop, Беч, Аустрија

## Награде
- 1998 Прва награда за цртеж на XX изложби цртежа у галерији НУБС-a